# Saint-Léger-de-Balson
Saint-Léger-de-Balson é uma comuna francesa na região administrativa da Nova Aquitânia, no departamento da Gironda. Estende-se por uma área de 39,83 km². Em 2010 a comuna tinha 337 habitantes (densidade: 8,5 hab./km²).